# Cyrestis binghami
Cyrestis binghami är en fjärilsart som beskrevs av Martin 1903. Cyrestis binghami ingår i släktet Cyrestis och familjen praktfjärilar. Inga underarter finns listade i Catalogue of Life.